# Grand Traverse County
Grand Traverse County är ett administrativt område i delstaten Michigan, USA. År 2010 hade county 86 986 invånare. Den administrativa huvudorten (county seat) är Traverse City.

## Geografi
Enligt United States Census Bureau så har countyt en total area på 1 557 km². 1 204 km² av den arean är land och 352 km² är vatten. 

### Angränsande countyn
- Antrim County - nordost
- Kalkaska County - öst
- Wexford County - syd
- Benzie County - väst
- Leelanau County - nordväst